# زاوية النيان
وادي سمالوس وادي سمالوس هي منطقة في شرق ليبيا. تقع إلى الجنوب من البيضاء بحوالي 90 كم، وجنوب مراوة بحوالي 35 كم. كما تقع إلى الشرق من الخروبة بحوالي 40 كم، وإلى الغرب من المخيلي بحوالي 75 كم، وهي بذلك تقع على نقطة التقاطع بين طريق الخروبة–التميمي، وبين طريق قصر ليبيا-مراوة-وداي سمالوس، وهي تتبع شعبية الجبل الأخضر.
وقع في هذا الموقع عدة معارك أيام الاحتلال الإيطالي بين القوات الإيطالية، وبين المجاهدين الليبيين في الفترة ما بين فبراير 1925، وأغسطس 1927.